# 苗伊菲厄澤
苗伊菲厄澤（直译：狭窄的峡湾），是冰島東部區菲亚扎比格兹市镇内的村庄，位於該國東部，該鎮在二十世紀初期時是挪威人的賞鯨地點，2008年人口35，居民主要信奉信義宗。

## 外部連結
- 菲亚扎比格兹市镇官方网站 （页面存档备份，存于） （冰岛语）

65°11′43″N 13°47′11″W / 65.19528°N 13.78639°W